# Dear Prince
Dear Prince (en chino tradicional, 親愛的王子大人; en chino simplificado, 亲爱的王子大人), es un drama chino de 2017, autoproducido por Sohu Video. Protagonizada por Melvin Sia, Zhang Yuxi, Zhao Yihuan, Chen Ziyou y Du Yu, Yang Qiyu. Se emitió en Sohu Video y Mango TV el 30 de agosto de 2017. Este drama también se grabó parcialmente en Okinawa, Japón.

## Estreno

### Estreno
| Canal                               | Localización | Fecha de publicación     | Tiempo de la función          |
| ----------------------------------- | ------------ | ------------------------ | ----------------------------- |
| Sohu Video                          | China        | 30 de agosto de 2017     | Miércoles 20:00               |
| Mango TV                            | China        | 30 de agosto de 2017     | Miércoles 20:00               |
| Astro Twin Star, Astro Twin Star HD | Malasia      | 9 de octubre de 2017     | Lunes a viernes 19: 00-20: 00 |
| Astro Twin Star, Astro Twin Star HD | Malasia      | 28 de septiembre de 2018 | Lunes a viernes 18: 00-19: 00 |
| Astro AEC, Astro AEC HD             | Malasia      | 13 de junio de 2018      | Lunes a viernes 16: 00-17: 00 |

## Sinopsis
Cuenta la historia de una chica común llamada Sun Xiaotao involucrada accidentalmente en la "muerte" del actor Jiang Hao y atraída gradualmente por el Príncipe Tsundere en el proceso de encontrar la verdad.